# Peristomium
Das Peristomium, auch Peristom (altgriechisch περί perí „um (herum)“ und στόμα stóma „Mund“) ist der dem Prostomium folgende zweite Körperabschnitt der Ringelwürmer (Annelida), an dem sich die Mundöffnung befindet. 
Bei vielen Vielborstern (Polychaeta) trägt das Peristomium paarige oder auch zahlreiche Tentakel-Palpen oder fleischige Cirren, während eventuell vorhandene Antennen stets am Prostomium und nicht am Peristomium sitzen. Soweit ein ausstülpbarer Pharynx vorhanden ist, befindet sich dieser im Peristomium, kann aber im eingestülpten Zustand darüber hinaus bis zu 20 Segmente ausfüllen.
Bei manchen Vielborstern ist das Peristomium – so bei den Eunicidae und den Dorvilleidae – als ein oder zwei vollständige Ringe ausgebildet, die das Prostomium vom ersten borstentragenden Segment (dem ersten Chaetiger) oder auch einem dazwischen liegenden borstenlosen Segment trennen. Das Peristomium und das Prostomium sind bei verschiedenen Gruppen der Vielborster wie den Maldanidae und den Paraonidae verschmolzen und in Folge einer Cephalisation als deutlich erkennbarer Kopf vom übrigen Körper abgesetzt. Bei den Sabellidae und Serpulidae ist dagegen der Ring des Peristomiums mit der Tentakelkrone verschmolzen und daher nicht mehr als eigene Struktur erkennbar. Bei den Terebellidae und Trichobranchidae ist das Peristomium zu Lippen rings um den Mund, insbesondere zu einem „Munddach“ reduziert.
Das Peristomium entsteht bei den Polychaeten durch Verschmelzen der Mundregion mit meist 2 anschließenden Segmenten der Larve. Die Zählung des Peristomiums als eigenes Segment ist nicht einheitlich. Bei den Vielborstern zählt das Peristomium oder zumindest der vordere Teil des Peristomiums als Teil der praesegmentalen Region, und für gewöhnlich werden nicht die Nummern der Segmente insgesamt, sondern die Nummern der borstentragenden Segmente (Chaetiger) angegeben. Bei Wenigborstern ist es dagegen üblich, das Peristomium als erstes Segment zu zählen.